# Guacara (comune)
Guacara è un comune del Venezuela situato nello stato del Carabobo.
Il capoluogo del comune è la città di Guacara.